# Pikaliiva

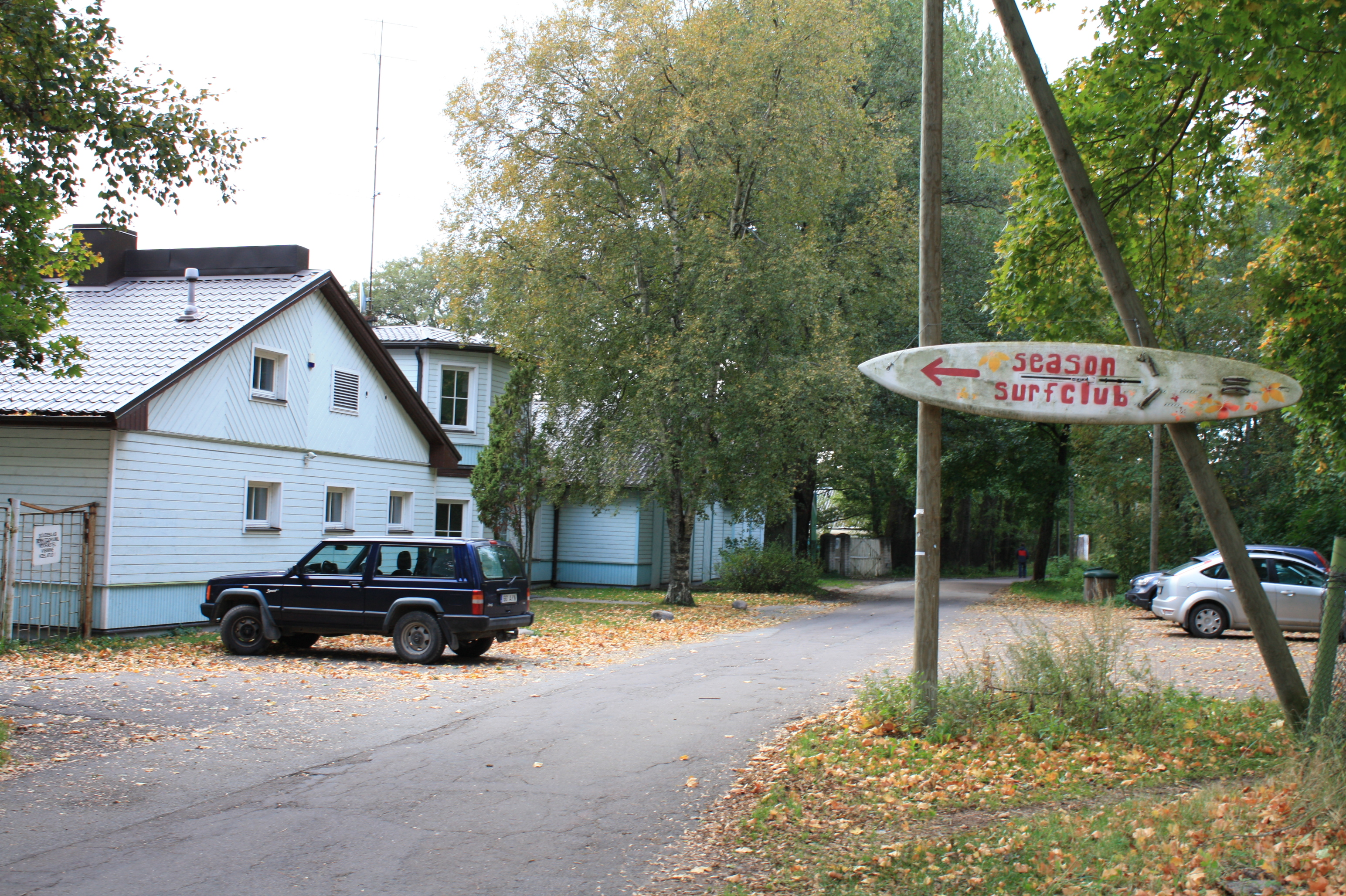
Surfingklubb vid Harkusjön.

Pikaliiva är en stadsdel i Estlands huvudstad Tallinn, belägen i Haaberstidistriktet i stadens västra del vid Harkusjön. Befolkningen uppgick till 3 241 invånare i januari 2017, på en yta av 4,47 kvadratkilometer.
Namnet Pikaliiva betyder "långsand" på estniska och Harkusjöns stränder ligger till större delen i stadsdelen.